# Peter Pau

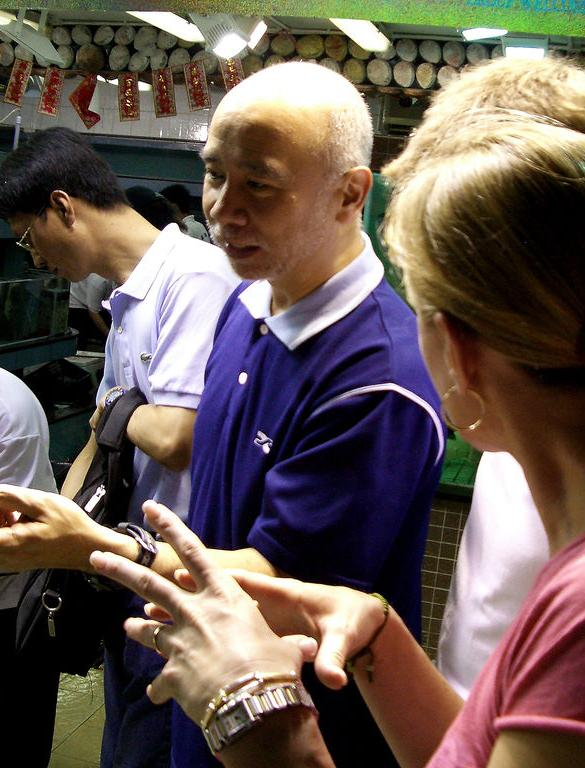
Peter Pau (2005)

Peter Pau (chinesisch 鮑德熹 / 鲍德熹, Pinyin Bào Déxī, Jyutping Baau1 Dak1hei1, kantonesisch Pau Tak-Hai; * 1952 als 鮑起鳴 / 鲍起鸣,  Bào Qǐmíng, Jyutping Baau1 Hei2ming4, kantonesisch Pau Hee-ming in Hongkong) ist Kameramann, Schauspieler und Regisseur. Er ist der Bruder der Schauspielerin Nina Pau (auch Nina Paw) und der Sohn des 2006 verstorbenen bekannten Hongkonger Schauspielers Bao Fang alias Pau Fong und der Schauspielerin Lis Su.

## Leben und Wirken
Seine Karriere als Kameramann begann er 1987 mit dem Hongkong-Film Die 7. Macht. Für diese Arbeit wurde er bei den Hong Kong Film Awards für die Beste Kamera nominiert. 1989 drehte er zusammen mit dem Regisseur John Woo den Actionfilm The Killer. Im gleichen Jahr entstand Der Krieger des Kaisers, bei dem Pau mit Ching Siu-Tung zusammenarbeitete. 1993 drehte er seinen ersten gemeinsamen Film zusammen mit Ronny Yu. Weitere gemeinsame Produktionen folgten, so entstand 1996 der Film Creature Zone, ein Jahr später Die Krieger des Tao-Universums sowie 1998 Chucky und seine Braut. Paus erster Hollywood-Film entstand 1997 mit dem Actionfilm Double Team. Sein größter Erfolg als Kameramann war der von Ang Lee inszenierte Tiger and Dragon, für den Peter Pau 2001 mit dem Oscar ausgezeichnet wurde. Des Weiteren wurde er bei den Los Angeles Film Critics Association Awards ausgezeichnet. Pau ist auch als Regisseur tätig, 1992 entstand sein Debütfilm Misty. Erst zehn Jahre später inszenierte er mit dem The Touch seinen zweiten Film, die Hauptrolle übernahm die Schauspielerin Michelle Yeoh. 2015 folgte die dritte Regiearbeit mit Snow Girl and the Dark Crystal. Sein Schaffen als Kameramann umfasst mehr als 40 Produktionen.

## Filmografie (Auswahl)
- 1987: Die 7. Macht (Wai Si-Lei chuen kei)
- 1989: Der Krieger des Kaisers (Qin yong)
- 1992: Naked Killer (Chik loh go yeung)
- 1997: Double Team
- 1998: Chucky und seine Braut (Bride of Chucky)
- 1998: Anna Magdalena (Ngonna Madaklinna)
- 2000: Tiger and Dragon (Wòhǔ Cánglóng)
- 2000: Wes Craven präsentiert Dracula (Wes Craven Presents Dracula 2000)
- 2005: Wu Ji – Die Reiter der Winde (Wújí)
- 2007: Shoot ’Em Up
- 2008: The Forbidden Kingdom
- 2010: Konfuzius
- 2015: Snow Girl and the Dark Crystal (Zhong Kui fumo: Xueyao moling)
- 2020: The Rescue
- 2021: The Battle at Lake Changjin

Quelle: Hong Kong Movie Database